# جوناثان بيري (لاعب كريكت)
جوناثان بيري (29 ديسمبر 1965 في المملكة المتحدة - ) (بالإنجليزية: Jonathan Perry)‏ هو لاعب كريكت بريطاني. لعب مع نادي جامعة كامبريدج للكريكيت ‏.

## وصلات خارجية
- جوناثان بيري على موقع إي آس بي آن كريك إنفو (الإنجليزية)